# Iacanga
Iacanga là một đô thị ở bang São Paulo của Brasil. Đô thị này nằm ở vĩ độ 21º53'24" độ vĩ nam và kinh độ 49º01'29" độ vĩ tây, trên khu vực có độ cao 422 m. Dân số năm 2004 ước tính là 8.649 người, dân số năm 2008 ước 9.074 người. Đô thị này có diện tích 548,029 km². 

## Thông tin nhân khẩu
Dữ liệu điều tra - 2007
Tổng dân số Urbana: 9.074
- Dân số thành thị: 9.074
- Dân số nông thôn: *
- Nam giới: *
- Nữ giới: *

Mật độ dân số (người/km²): 15,11
Tỷ lệ tử vong trẻ sơ sinh dưới 1 tuổi (trên một triệu người): 14,11
Tuổi thọ bình quân (tuổi): 72,18
Tỷ lệ sinh (số trẻ trên mỗi bà mẹ): 2,16
Tỷ lệ biết đọc biết viết: 89,98%
Chỉ số phát triển con người (HDI-M): 0,779
- Chỉ số phát triển con người - Thu nhập: 0,706
- Chỉ số phát triển con người - Tuổi thọ: 0,786
- Chỉ số phát triển con người - Giáo dục: 0,845

(Nguồn: IPEADATA)

### Sông ngòi
- Rio Claro
- Sông Tietê

### Các xa lộ
- SP-321
- SP-331